# Wayne Morse
Wayne Lyman Morse (ur. 20 października 1900, zm. 22 lipca 1974) – amerykański polityk.
W roku 1945 został wybrany senatorem ze stanu Oregon z ramienia Partii Republikańskiej. Reprezentował postępowe skrzydło tego stronnictwa, które opuścił w roku 1952 na znak protestu przeciwko decyzji generała Dwighta D. Eisenhowera, która polegała na tym, iż jego kandydatem na urząd wiceprezydenta został Richard Nixon.
Po dwóch latach spędzonych w senackich ławach jako niezależny, Morse zmienił przynależność partyjną (1955) na demokratę.
W roku 1960 był jednym z kandydatów do nominacji swej partii na urząd prezydenta USA, ale bez rezultatu.
Jako jeden z dwóch (obok Ernesta Grueninga z Alaski) senatorów na stu głosował przeciwko rezolucji tonkińskiej, która dawała administracji zielone światło do zaangażowania wojsk w Wietnamie.
Morse przegrał walkę o kolejny wybór na senatora w roku 1968. Potem próbował odzyskać swój dawny fotel, ale w roku 1972 też przegrał.